# Ходоша (Харгіта)
Ходоша (рум. Hodoșa) — село у повіті Харгіта в Румунії. Входить до складу комуни Сермаш.
Село розташоване на відстані 274 км на північ від Бухареста, 61 км на північний захід від М'єркуря-Чука, 140 км на схід від Клуж-Напоки, 135 км на північ від Брашова.

## Населення
За даними перепису населення 2002 року у селі проживала 1551 особа.
Національний склад населення села:
| Національність | Кількість осіб | Відсоток |
| -------------- | -------------- | -------- |
| румуни         | 1034           | 66,7%    |
| угорці         | 516            | 33,3%    |

Рідною мовою назвали:
| Мова      | Кількість осіб | Відсоток |
| --------- | -------------- | -------- |
| румунська | 1040           | 67,1%    |
| угорська  | 511            | 32,9%    |